# Ebrahime
Ebrahime (perski: ابراهيمه) – wieś w północnym Iranie, w ostanie Azerbejdżan Zachodni. W 2006 roku miejscowość liczyła 278 osób w 43 rodzinach.